# 大披针薹草
大披针薹草（学名：Carex lanceolata）是莎草科薹草属的植物。分布在蒙古、俄罗斯、日本、朝鲜以及中国大陆的江苏、辽宁、吉林、山西、四川、河南、安徽、甘肃、河北、江西、陕西、云南、浙江、黑龙江、内蒙古、山东、贵州等地，生长于海拔110米至2,300米的地区，见于林缘草地、林下和阳坡干燥草地。

## 别名
披针薹草（图鉴）

## 变种
- 少花大披针薹草（学名：Carex lanceolata var. laxa）是莎草科薹草属大披针薹草的变种。分布在俄罗斯、日本以及中国大陆的内蒙古、吉林等地，常生长在森林附近的山坡岩石上。
- 亚柄薹草（学名：Carex lanceolata var. subpediformis）是莎草科薹草属大披针薹草的变种。分布在日本、俄罗斯以及中国大陆的陕西、河北、山西、湖北、内蒙古、辽宁、宁夏、四川西部、甘肃等地，生长于海拔300米至2,200米的地区，多生于山坡、灌丛下、水边和耕地边。